# 京士頓道
京士頓道（英語：Kingston Road）是加拿大安大略省多倫多及杜林區的主要幹道。它是多倫多東部，特別是士嘉堡最南端的主要東西向道路，向東延伸至杜林區的亞積士。直到1998年，它才成為2號公路的一部分。街道的名稱來源於安大略省京士頓，因為這條道路是由多倫多至安大略湖沿岸以東的定居點的主要路線；在京士頓的西端，這條路至少在1908年之前被稱為約克道（York Road；多倫多舊名「約克」），今名為公主街（Princess Street）。
由於它靠近安大略湖岸邊的對角線路線，這條街是多倫多東部許多主幹道的終點，包括東西向及南北向，其中一些在作為小型住宅街道後繼續延伸一小段距離。然而，羅倫斯路繼續作為一條主幹道延伸相當長的距離。
這條道路在亞積士以東任何地方的路段都不再使用「京士頓道」的名字，因此已經大大縮短了原來的長度。這與其他長距歷史「街道」形成鮮明對比，例如登打士街，它由多倫多延伸至倫敦，在倫敦及多倫多與倫敦之間的許多地方仍然帶有這個名字。

## 走線概述
多倫多路段由皇后東街延伸，作為東邊路的延續，就在活湃路以西（通往湖濱大道；前2號公路的西邊延續），穿過士嘉堡到達多倫多東部邊界及杜林區，在那裏繼續進入皮克靈及亞積士（作為杜林區2號公路），並正式結束，其名稱變為韋比的登打士街，位於湖嶺道（Lake Ridge Road；杜林區23號公路），就在412號公路以西。
該道路在湖灘社區的最西南端路段是一條傳統的城市街道，店舖林立，行人眾多，有着有軌電車。該路段的限速為50每小時（31英里每小時）。